# USS Oklahoma (BB-37)
USS Oklahoma (BB-37) («Оклахома») — линкор типа «Невада» ВМС США. «Оклахома», в отличие от турбинного «Невады» имел паровые машины, но скорость кораблей была одинаковой.

## Конструктивные отличия

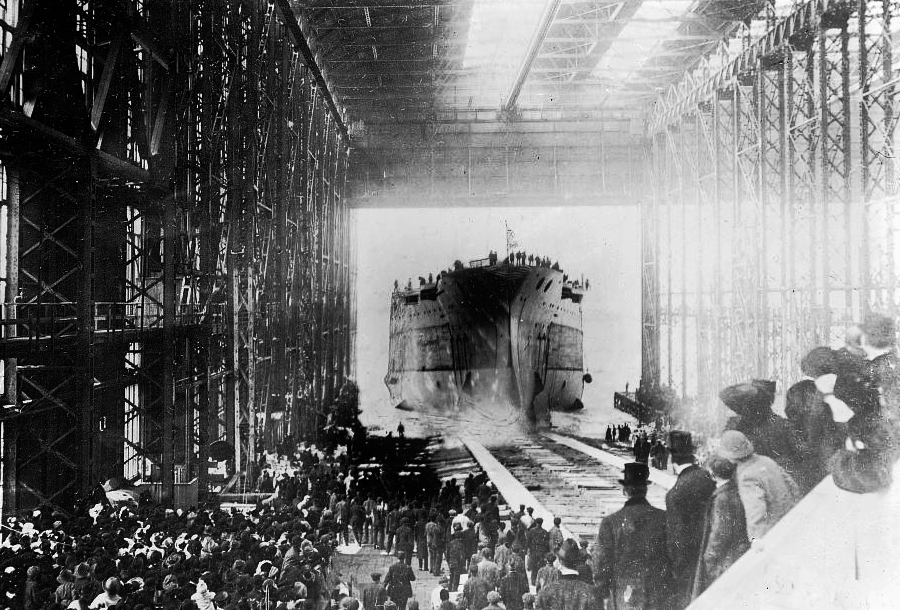
Спуск на воду линкора «Оклахома»

Различия между «Невадой» и «Оклахомой» были минимальны. Фактически линкоры различались лишь силовой установкой. Головной корабль получил уже традиционные турбины, а «Оклахома» архаичные паровые машины тройного расширения. Мощность была практически одинаковой — 24 800 л. с. у «Оклахомы» и 26 500 л. с. у «Невады». В остальном линкоры были идентичны.

## Модернизации
Почти сразу после вступления в строй, «Оклахома» получил две 76-мм зенитные пушки, первоначальным проектом не предусмотренные. К 1920 году число таких пушек было доведено до 8. Одновременно была усовершенствована система управления огнём главного калибра и установлены приборы управления стрельбой противоминного калибра. В конце 1922 года линкор получил пневматическую катапульту для запуска гидросамолётов-корректировщиков.
В 1927—1929 годах «Оклахома» прошёл серьёзную модернизацию на верфи ВМС в Филадельфии. 12 старых паровых котлов заменили на 6 новых, обладавших гораздо большей производительностью, единственную дымовую трубу немного сдвинули назад. Старые решётчатые мачты гиперболоидной конструкции поменяли на трёхногие, на которых смонтировали трёхъярусные рубки.
Существенно усилилось и бронирование, прежде всего горизонтальное. Поверх броневой палубы уложили ещё одни слой броневых плит толщиной 51 мм, что довело палубное бронирование до 127 мм. Также усилили крышу боевой рубки и скосы противоосколочной палубы.
Особое внимание уделили противоторпедной защите. Линкор получил були, увеличившие его ширину на 3 м. При этом були оставались пустыми, играя роль камеры расширения. Кроме того была установлена ещё одна переборка в корпусе позади противоторпедной.

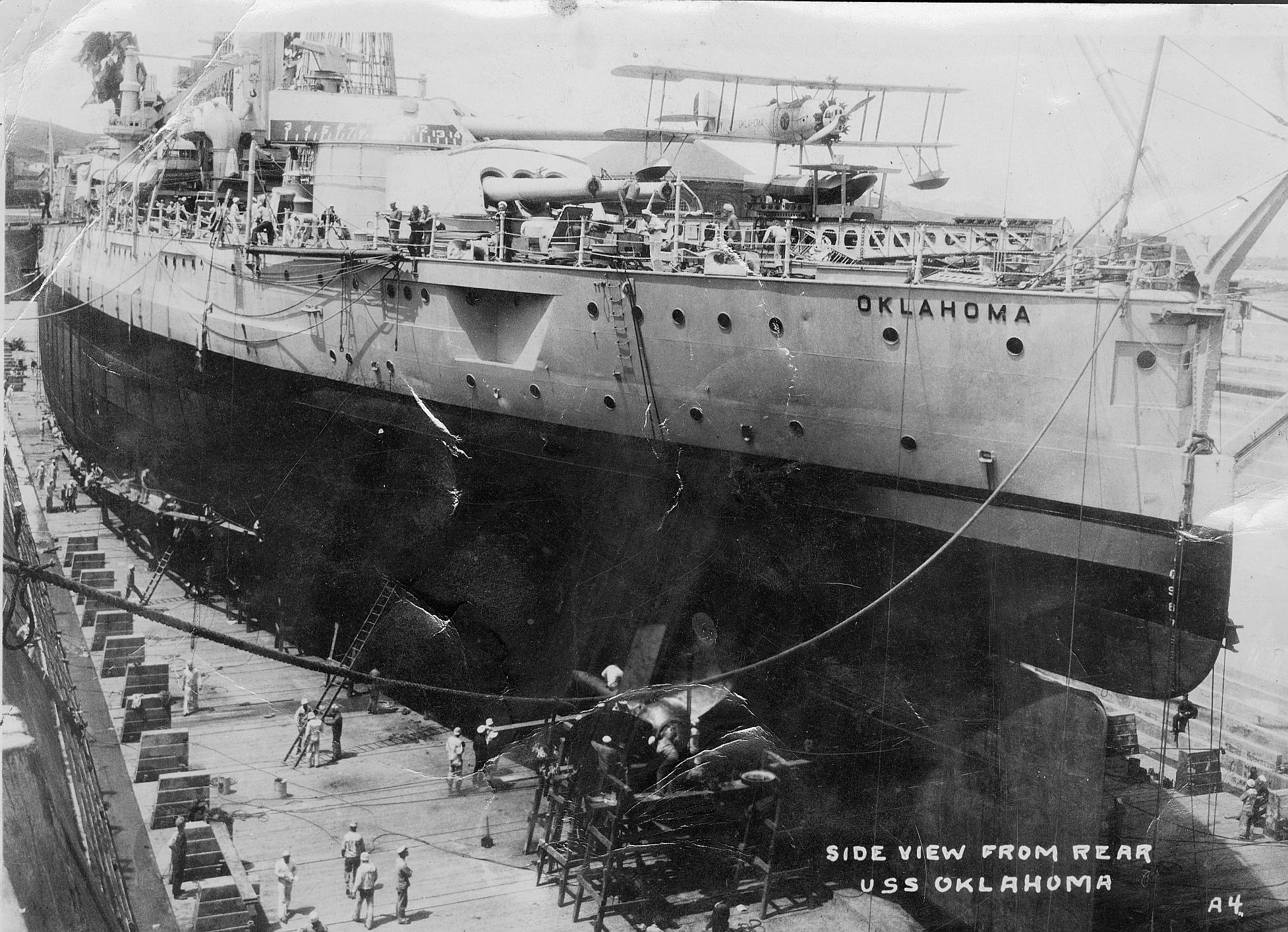
«Оклахома» в сухом доке, 1920-е годы.

Усовершенствования коснулись и артиллерии. Угол возвышения орудий главного калибра был доведён до 30°, что позволило повысить дальность стрельбы на 9 кабельтовых. Полностью заменили и системы управления огнём. Противоминная артиллерия была сокращена с 21 орудия калибра 127-мм/51, до 10 и размещалась теперь совершенно по-другому. Для корректировки её огня позади боевой рубки возвели надстройку для дальномера с базой 6 м. На «Оклахоме» имелось теперь 3 гидросамолёта, а для их запуска установили пороховую катапульту взамен пневматической. Она разместилась на крыше башни № 3. Полностью изменился и состав зенитной артиллерии. 76-мм орудия сняли, вместо них установили 127мм/25 зенитки в количестве 8 единиц с системой управления огнём Мк.19.
В 1940-1941 годах «Оклахома» был снова модернизирован. В частности установили новую систему управления огнём зенитных орудий — Мк.33. Предполагалась также установка 4 счетверённых 28-мм зенитных автоматов, но поскольку этих орудий остро не хватало, вместо них временно установили 4 76-мм зенитки. В таком виде «Оклахома» и вступил в свой первый и последний бой.

## Служба

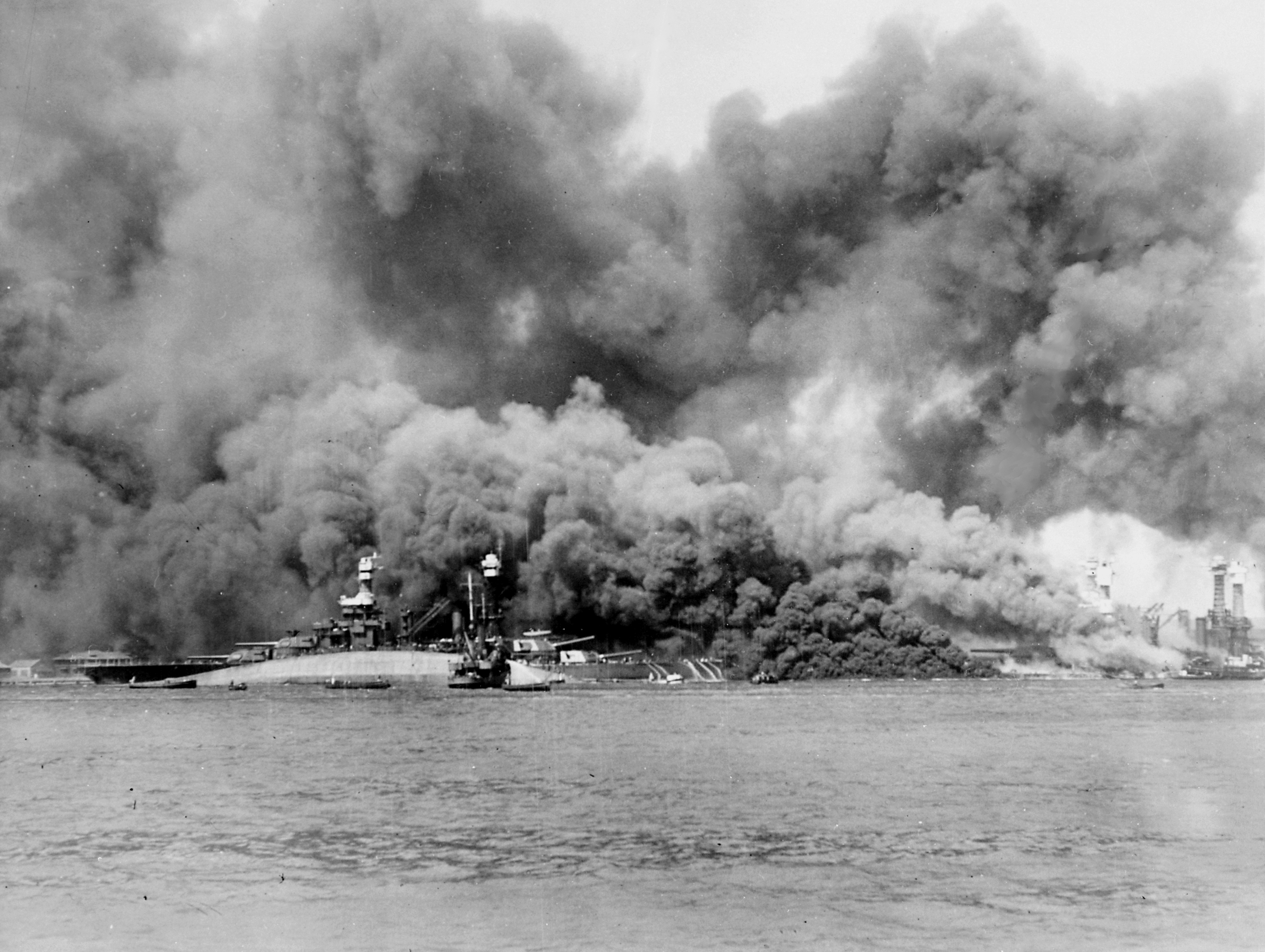
«Оклахома» под ударом японской авиации. 7 декабря 1941 г.

Линкор «Оклахома» вошёл в строй 2 мая 1916 года. Первоначально «Оклахома» вместе с однотипным линкором «Невада» входил в состав Атлантического флота США. После вступления США в Первую мировую войну, оба линкора были отправлены в Ирландию для перехвата гипотетических немецких рейдеров, но в бой им вступить так и не довелось.

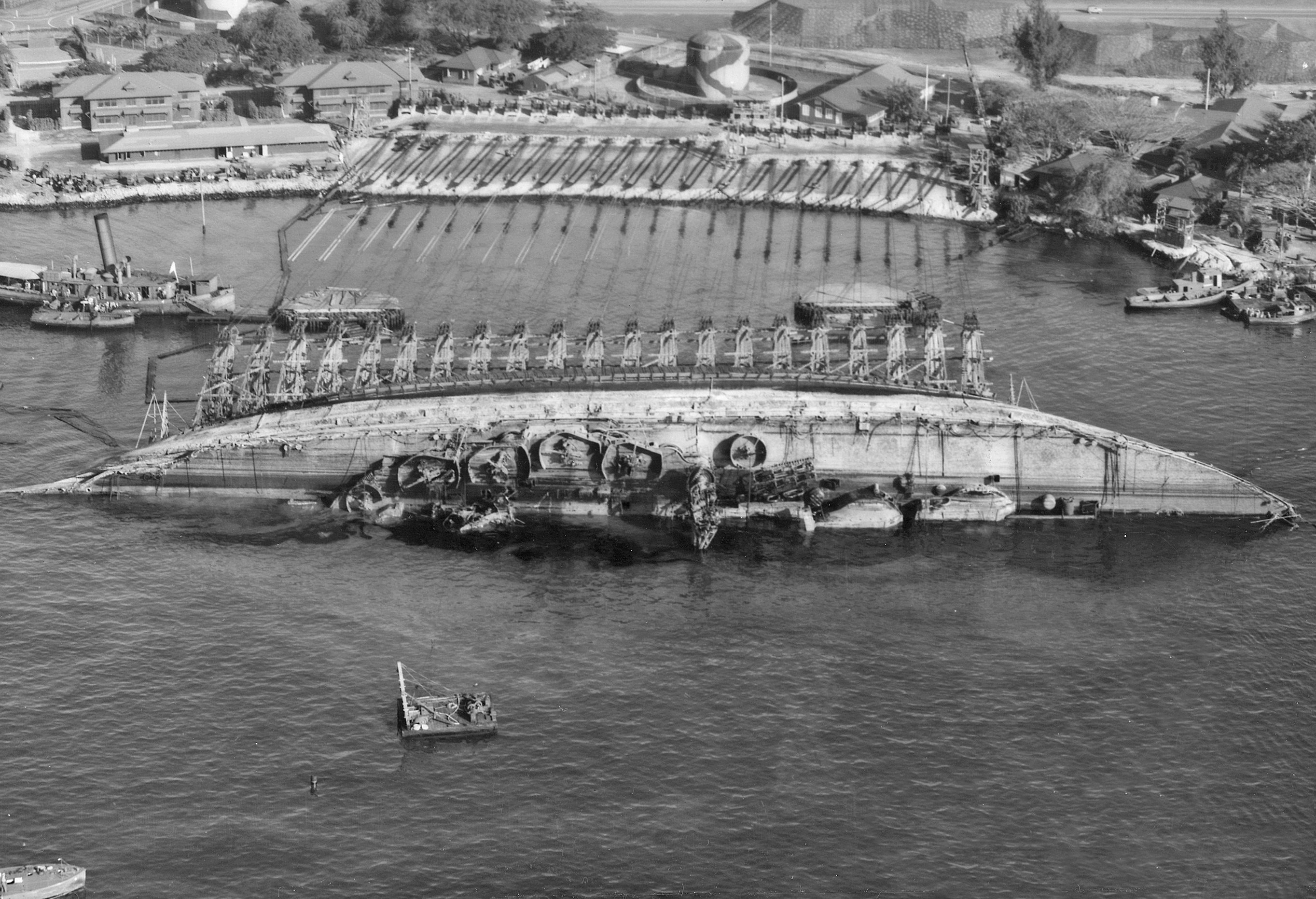
Подъем линкора «Оклахома», 19 марта 1943 г.

С 1921 года «Оклахома» входил в состав Тихоокеанского флота США, в 1925 году участвовал в походе в порты Австралии и Новой Зеландии. В 1927—1929 годах прошёл ремонт и модернизацию в Филадельфии. В 1933 году экипаж «Оклахомы» принял участие в ликвидации последствий землетрясения в Лонг-Бич. Летом 1936 года действовал в испанских водах, обеспечивая права американских граждан в ходе начавшейся в Испании гражданской войны. В 1940 и 1941 годах пережил два столкновения на море, но повреждения в обоих случаях были незначительными.

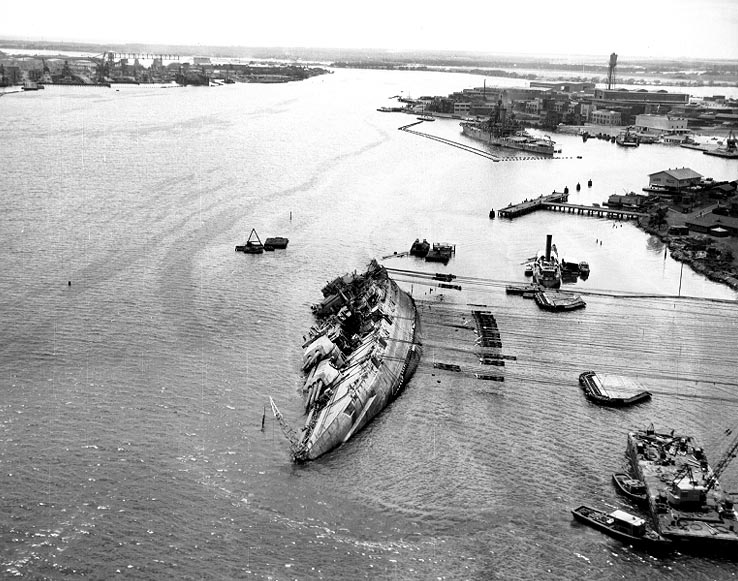
Подъём линкора «Оклахома». Март 1943 г.

Утром 7 декабря 1941 года «Оклахома» находился в Пёрл-Харборе, пришвартованный в паре с линкором «Мэриленд». В ходе налёта японской палубной авиации стал жертвой массированных атак торпедоносцев B5N2 с авианосцев «Акаги», «Кага» и «Хирю». Всего в линкор попало 9 торпед, все в левый борт, в основном под броневым поясом в районе носовой надстройки. Ввиду тяжести повреждений и нараставшего крена, командир приказал экипажу оставить корабль, но многие члены экипажа так и не сумели выбраться из внутренних отсеков. Через 20 минут после начала атаки «Оклахома» перевернулся и лёг на дно бухты. Из состава экипажа погибло 395 человек, было ранено 32.
В июне 1943 года «Оклахома» был поставлен на ровный киль и 6 ноября 1943 года поднят на поверхность. В декабре 1943 года его ввели в сухой док, но осмотр повреждений линкора привёл к решению не восстанавливать корабль. 1 сентября 1944 года «Оклахому» исключили из списков флота. До 1947 года его использовали как блокшив, а 17 мая 1947 года, в ходе буксировки на континентальное побережье США для разделки, «Оклахома» начал принимать воду и затонул в 540 милях от Пёрл-Харбора.